# Orland (California)
Orland es una ciudad ubicada en el condado de Glenn, en el estado estadounidense de California. Según las estimaciones de 2007 tenía una población de 7.024 habitantes y una densidad poblacional de 951,7 personas por km².

## Geografía
Orland se encuentra ubicada en las coordenadas 39°44′51″N 122°11′47″O / 39.74750, -122.19639. Según la Oficina del Censo, la ciudad tiene un área total de 6.6 km² (2.5 sq mi), de la cual toda es tierra.

## Demografía
Según el censo del año 2000, los ingresos medios por hogar en la localidad eran de $27.973 y los ingresos medios por familia eran $32.792. Los hombres tenían unos ingresos medios de $30.268 frente a los $21.625 para las mujeres. La renta per cápita para la localidad era de $12.486. Alrededor del 12.7% de las familias y del 19.0% de la población estaban por debajo del umbral de pobreza.

## En las artes y la cultura popular
Orland es el lugar de nacimiento del protagonista del cuento Lupe bajo las estrellas, de Santiago Vaquera-Vásquez, y donde se desarrolla la mayor parte de la trama.